# Narín (Calmúquia)
Narín (en rus: Нарын) és un poble (un possiólok) de Calmúquia, a Rússia, segons el cens del 2011 tenia 540 habitants. Pertany al districte municipal de Priiútnoie.